# Bengt Berndtsson
Bengt Berndtsson (Gotemburgo, 26 de enero de 1933 - Gotemburgo, 4 de junio de 2015) fue un futbolista sueco que jugaba en la demarcación de extremo.

## Selección nacional
Jugó un total de 29 partidos con la selección de fútbol de Suecia. Debutó el 16 de mayo de 1956 en un partido amistoso contra Inglaterra que finalizó con empate a cero. Fue convocado por George Raynor para disputar la Copa Mundial de Fútbol de 1958, llegando a disputar un partido de la fase de grupos contra Gales. También jugó la fase de clasificación para la Copa Mundial de Fútbol de 1962 y la de clasificación para la Eurocopa 1964. Su último partido lo jugó el 20 de septiembre de 1964 contra Noruega en un partido del Campeonato nórdico de fútbol.

### Goles internacionales
| # | Fecha                  | Estadio                             | Oponente  | Gol | Resultado | Competición                  |
| - | ---------------------- | ----------------------------------- | --------- | --- | --------- | ---------------------------- |
| 1 | 26 de octubre de 1958  | Estadio Råsunda, Solna, Suecia      | Dinamarca | 1–0 | 4–4       | Campeonato nórdico de fútbol |
| 2 | 21 de junio de 1959    | Idrætsparken, Copenhague, Dinamarca | Dinamarca | 0-4 | 0–6       | Campeonato nórdico de fútbol |
| 3 | 21 de junio de 1959    | Idrætsparken, Copenhague, Dinamarca | Dinamarca | 0-6 | 0–6       | Campeonato nórdico de fútbol |
| 4 | 18 de octubre de 1959  | Estadio Ullevi, Gotemburgo, Suecia  | Noruega   | 3–0 | 6–2       | Campeonato nórdico de fútbol |
| 5 | 1 de noviembre de 1959 | Dalymount Park, Dublín, Irlanda     | Irlanda   | 0–2 | 3–2       | Amistoso                     |

## Clubes
| Club          | País   | Año         | Partidos | Goles |
| ------------- | ------ | ----------- | -------- | ----- |
| IFK Göteborg  | Suecia | 1950 - 1959 | 180      | 45    |
| Barry Town FC | Gales  | 1960 - 1961 | ¿?       | ¿?    |
| IFK Göteborg  | Suecia | 1961 - 1970 | 168      | 24    |

## Palmarés

### Campeonatos nacionales
| Título      | Club         | País   | Año  |
| ----------- | ------------ | ------ | ---- |
| Allsvenskan | IFK Göteborg | Suecia | 1958 |
| Allsvenskan | IFK Göteborg | Suecia | 1969 |

### Campeonatos internacionales
| Título                    | Club         | País   | Año  |
| ------------------------- | ------------ | ------ | ---- |
| Copa Intertoto de la UEFA | IFK Göteborg | Suecia | 1967 |